# 1802 Zhang Heng
Az 1802 Zhang Heng (ideiglenes jelöléssel 1964 TW1) a Naprendszer kisbolygóövében található aszteroida. Bíbor-hegyi Obszervatórium fedezte fel 1964. október 9-én.